# Campionato mondiale maschile under 17 di calcio 1991
Il Campionato mondiale di calcio Under-17 1991, quarta edizione del torneo (la prima con l'attuale denominazione), si è svolto in Italia tra il 16 ed il 31 agosto 1991, nelle città di Firenze, Montecatini Terme, Viareggio, Massa, Carrara e Livorno. Il torneo è stato vinto dal Ghana, che ha conquistato il trofeo per la prima volta nella sua storia, battendo in finale la Spagna per 1-0.
È stata la prima edizione rivolta alle rappresentative Under-17, dopo che le prime tre edizioni furono rivolte a rappresentative Under-16.
Questa edizione sperimentò importanti novità regolamentari: il fuorigioco solo negli ultimi sedici metri e i passaggi all'indietro verso il portiere vietati.
Originariamente il torneo si sarebbe dovuto disputare in Ecuador, ma a causa di un'epidemia di colera all'inizio di quell'anno, la FIFA spostò la manifestazione in Italia.

## Città e stadi
La partita inaugurale fu giocata a Montecatini Terme tra l'Italia (Nazione ospitante) e gli Stati Uniti. Le restanti partite del Gruppo A furono giocate a Viareggio, le partite del Gruppo B furono giocate a Carrara, le partite del Gruppo C furono giocate a Massa e le partite del Gruppo D furono giocate a Livorno. Successivamente, Montecatini Terme ospitò un quarto di finale e la finale per il terzo posto, Viareggio ospitò un quarto di finale ed una semifinale, Livorno e Carrara ospitarono un quarto di finale e Massa ospitò una semifinale. La finale fu disputata a Firenze.
| Città             | Stadio                    |
| ----------------- | ------------------------- |
| Firenze           | Stadio Artemio Franchi    |
| Livorno           | Stadio Armando Picchi     |
| Massa             | Stadio degli Oliveti      |
| Carrara           | Stadio dei Marmi          |
| Montecatini Terme | Stadio Daniele Mariotti   |
| Viareggio         | Stadio Torquato Bresciani |

## Squadre partecipanti
| Confederazione                                        | Qualificate                    |
| ----------------------------------------------------- | ------------------------------ |
| AFC (Asia)                                            | Qatar Cina Emirati Arabi Uniti |
| CAF (Africa)                                          | Ghana Rep. del Congo Sudan     |
| CONCACAF (America Centrale, Settentrionale e Caraibi) | Cuba Messico Stati Uniti       |
| CONMEBOL (Sud America)                                | Argentina Brasile Uruguay      |
| OFC (Oceania)                                         | Australia                      |
| UEFA (Europa)                                         | Italia Germania Spagna         |

## Risultati

### Fase a gironi

#### Gruppo A
| Squadra     | P.ti | G | V | P | S | GF | GS | DR |
| ----------- | ---- | - | - | - | - | -- | -- | -- |
| Stati Uniti | 6    | 3 | 3 | 0 | 0 | 5  | 1  | +4 |
| Argentina   | 3    | 3 | 1 | 1 | 1 | 2  | 2  | 0  |
| Italia      | 2    | 3 | 0 | 2 | 1 | 2  | 3  | -1 |
| Cina        | 1    | 3 | 0 | 1 | 2 | 4  | 7  | -3 |

| Arbitro: | da Silva |

|  |           |           |
|  | Marcatori | 18’ Dunne |

| Arbitro: | Sundell |

|             |           |                                 |
| Gao Fei 58’ | Marcatori | 50’ Verón 77’ (rig.) Castellani |

| Arbitro: | Salas Castillo |

|                           |           |                           |
| Del Piero 30’ Giraldi 67’ | Marcatori | 14’ Liang Yu 73’ Huang Yi |

| Arbitro: | Ben Khedija |

|            |           |  |
| McKeon 23’ | Marcatori |  |

| Viareggio 22 agosto 1991, ore 18:00 CEST | Italia | 0 – 0 referto | Argentina | Stadio Torquato Bresciani (2 000 spett.)\| Arbitro: \| Leduc \| |
| Arbitro:                                 | Leduc  |               |           |                                                                 |

| Arbitro: | Watti |

|                                   |           |             |
| Beachum 6’ Montoya 37’ McKeon 71’ | Marcatori | 32’ Gao Fei |

#### Gruppo B
| Squadra        | P.ti | G | V | P | S | GF | GS | DR |
| -------------- | ---- | - | - | - | - | -- | -- | -- |
| Australia      | 4    | 3 | 2 | 0 | 1 | 6  | 4  | +2 |
| Qatar          | 3    | 3 | 1 | 1 | 1 | 1  | 1  | 0  |
| Rep. del Congo | 3    | 3 | 1 | 1 | 1 | 2  | 3  | -1 |
| Messico        | 2    | 3 | 1 | 0 | 2 | 5  | 6  | -1 |

| Carrara 17 agosto 1991, ore 21:00 CEST | Rep. del Congo | 0 – 0 referto | Qatar | Stadio dei Marmi (600 spett.)\| Arbitro: \| Orellana Vimos \| |
| Arbitro:                               | Orellana Vimos |               |       |                                                               |

| Arbitro: | Lim Kee Chong |

|                                      |           |                             |
| Agostino 5’, 28’, 29’ Kiratzoglu 17’ | Marcatori | 25’ Garza 69’, 74’ Todelano |

| Arbitro: | Kathirveloo |

|  |           |                           |
|  | Marcatori | 63’ Healey 74’ Kiratzoglu |

| Arbitro: | Farina Cespedes |

|  |           |             |
|  | Marcatori | 5’ Toledano |

| Arbitro: | van der Ende |

|                         |           |            |
| Kibiti 17’ Tchicaya 31’ | Marcatori | 71’ García |

| Arbitro: | Bava |

|               |           |  |
| Al Tamimi 76’ | Marcatori |  |

#### Gruppo C
| Squadra             | P.ti | G | V | P | S | GF | GS | DR |
| ------------------- | ---- | - | - | - | - | -- | -- | -- |
| Brasile             | 6    | 3 | 3 | 0 | 0 | 7  | 0  | +7 |
| Germania            | 3    | 3 | 1 | 1 | 1 | 5  | 5  | 0  |
| Sudan               | 2    | 3 | 1 | 0 | 2 | 5  | 5  | 0  |
| Emirati Arabi Uniti | 1    | 3 | 0 | 1 | 2 | 3  | 10 | -7 |

| Arbitro: | Success |

|                                                 |           |             |
| Nemairi 34’ Ibrahim 36’ Ahmed 37’ Elmustafa 47’ | Marcatori | 59’ Mohamed |

| Arbitro: | Baldas |

|  |           |                       |
|  | Marcatori | 18’ Argel 39’ Adriano |

| Arbitro: | Amendolia |

|           |           |                           |
| Ahmed 78’ | Marcatori | 48’ Sarna 62’, 75’ Jaekel |

| Arbitro: | Damgaard |

|  |           |                                   |
|  | Marcatori | 20’ Yan 26’ Nene 58’, 72’ Adriano |

| Arbitro: | Amendolia |

|  |           |             |
|  | Marcatori | 73’ Adriano |

| Arbitro: | Orellana |

|                                    |           |                   |
| Abdulrahman 12’ (rig.) Ibrahim 44’ | Marcatori | 8’ Lutz 51’ Sarna |

#### Gruppo D
| Squadra | P.ti | G | V | P | S | GF | GS | DR |
| ------- | ---- | - | - | - | - | -- | -- | -- |
| Spagna  | 5    | 3 | 2 | 1 | 0 | 9  | 3  | +6 |
| Ghana   | 5    | 3 | 2 | 1 | 0 | 5  | 2  | +3 |
| Uruguay | 2    | 3 | 1 | 0 | 2 | 1  | 3  | -2 |
| Cuba    | 0    | 3 | 0 | 0 | 3 | 3  | 10 | -7 |

| Arbitro: | Al Mehanna |

|                        |           |             |
| Lamptey 8’, 51’ (rig.) | Marcatori | 26’ Sánchez |

| Arbitro: | Watti |

|  |           |          |
|  | Marcatori | 64’ Dani |

| Arbitro: | Forbes |

|                       |           |  |
| Gargo 36’ Lamptey 52’ | Marcatori |  |

| Arbitro: | Baldas |

|                          |           |                                                                            |
| Marten 56’ Casamayor 66’ | Marcatori | 5’, 23’ Robaina 13’ Carrasco 43’ Murgui 52’ Velasco 58’ Palacios 74’ Ramón |

| Arbitro: | da Silva |

|           |           |            |
| Opoku 42’ | Marcatori | 62’ Gálvez |

| Arbitro: | Lim Kee Chong |

|  |           |           |
|  | Marcatori | 72’ López |

### Fase ad eliminazione diretta
|  | Quarti di finale              | Quarti di finale  |                       |                 | Semifinali                | Semifinali                |  |  | Finale                        | Finale |
|  |                               |                   |                       |                 |                           |                           |  |  |                               |        |
|  | 25 agosto - Montecatini Terme |                   |                       |                 |                           |                           |  |  |                               |        |
|  |                               |                   |                       |                 |                           |                           |  |  |                               |        |
|  | Stati Uniti                   | 1 (4)             |                       |                 |                           |                           |  |  |                               |        |
|  | Stati Uniti                   | 1 (4)             | 28 agosto - Viareggio |                 |                           |                           |  |  |                               |        |
|  | Qatar (dtr)                   | 1 (5)             |                       |                 |                           |                           |  |  |                               |        |
|  | Qatar (dtr)                   | 1 (5)             | Qatar                 | 0 (2)           |                           |                           |  |  |                               |        |
|  | 25 agosto - Carrara           |                   | Qatar                 | 0 (2)           |                           |                           |  |  |                               |        |
|  |                               | Ghana (dtr)       | 0 (4)                 |                 |                           |                           |  |  |                               |        |
|  | Brasile                       | Ghana (dtr)       | 0 (4)                 | 1               |                           |                           |  |  |                               |        |
|  | Brasile                       |                   | 31 agosto - Firenze   | 1               |                           |                           |  |  |                               |        |
|  | Ghana                         | 2                 |                       |                 |                           |                           |  |  |                               |        |
|  | Ghana                         | 2                 | Ghana                 | 1               |                           |                           |  |  |                               |        |
|  | 25 agosto - Viareggio         |                   | Ghana                 | 1               |                           |                           |  |  |                               |        |
|  |                               | Spagna            | 0                     |                 |                           |                           |  |  |                               |        |
|  | Australia                     | Spagna            | 0                     | 1               |                           |                           |  |  |                               |        |
|  | Australia                     | 28 agosto - Massa |                       | 1               |                           |                           |  |  |                               |        |
|  | Argentina                     | 2                 |                       |                 |                           |                           |  |  |                               |        |
|  | Argentina                     | 2                 | Argentina             | 0               | Finale per il terzo posto | Finale per il terzo posto |  |  |                               |        |
|  | 25 agosto - Livorno           |                   | Argentina             | 0               | Finale per il terzo posto | Finale per il terzo posto |  |  |                               |        |
|  |                               | Spagna            | 1                     |                 |                           |                           |  |  |                               |        |
|  | Spagna                        | Spagna            | 1                     | 3               | Qatar                     | 1 (1)                     |  |  |                               |        |
|  | Spagna                        |                   |                       | 3               | Qatar                     | 1 (1)                     |  |  |                               |        |
|  | Germania                      | 1                 |                       | Argentina (dtr) | 1 (4)                     |                           |  |  |                               |        |
|  | Germania                      | 1                 |                       |                 | 1 (4)                     |                           |  |  |                               |        |
|  |                               |                   |                       |                 |                           |                           |  |  | 30 agosto - Montecatini Terme |        |
|  |                               |                   |                       |                 |                           |                           |  |  |                               |        |

#### Quarti di finale
| Arbitro: | Orellana Vimos |

|          |                      |        |
| Kelly 3’ | Marcatori            | 14’ Bu |
|          | Tiri di rigore 4 – 5 |        |

| Arbitro: | Watti |

|                                   |           |            |
| Murgui 59’ Robaina 72’ Josemi 80’ | Marcatori | 15’ Babatz |

| Arbitro: | Baldas |

|                       |           |                   |
| Azconzobal 75’ (aut.) | Marcatori | 29’, 55’ Comelles |

| Arbitro: | Sundell |

|             |           |                       |
| Leandro 42’ | Marcatori | 36’ Lamptey 58’ Gargo |

#### Semifinali
| Arbitro: | Baldas |

|  |                      |  |
|  | Tiri di rigore 2 – 4 |  |

| Arbitro: | Damgaard |

|  |           |            |
|  | Marcatori | 22’ Murgui |

#### Finale per il 3º posto
| Arbitro: | van der Ende |

|               |                      |              |
| Al Bedaid 60’ | Marcatori            | 80’ Akselman |
|               | Tiri di rigore 1 – 4 |              |

#### Finale
| Arbitro: | Sundell |

|                                                                                               |            | |
| Duah 77’                                                                                      | Marcatori  | |
| · Owu · Barnes · Asare · Nimo · Mbeah · Gargo · Lamptey · Opoku · Duah · Preko (Brown) · Addo | Formazioni | · Vallejo · Castro · Palacios · Juan Carlos · Gerardo · Sandro (Gálvez) · Carrasco · Robaina · Murgui · Ramón · Vaqueriza (Velasco) |
| Pfister                                                                                       | Allenatori | Santisteban |

## Statistiche

### Classifica marcatori
4 reti
- Adriano
- Nii Lamptey

3 reti
- Paul Agostino
- Jorge Toledano

- Antonio Robaina
- Juan Carlos Murgui

2 reti
- Ruben Comelles
- Alex Kiratzoglu
- Gao Fei
- Jens Sarna

- Goya Jaekel
- Mohammed Gargo
- Mohamed Ahmed
- Matt McKeon

Autoreti
- Juan Azconzobal (1, pro  Australia)

### Premi individuali
I seguenti premi sono stati assegnati alla fine del torneo. Tutti i premi, tranne il FIFA Fair Play Award, erano sponsorizzati da adidas.
| Pallone d'oro        | Pallone d'oro    | Pallone d'oro    |
| -------------------- | ---------------- | ---------------- |
| Nii Lamptey          |                  |                  |
| Scarpa d'oro         | Scarpa d'argento | Scarpa di bronzo |
| Adriano              | Sandro           | Jens Sarna       |
| FIFA Fair Play Award |                  |                  |
| Argentina            |                  |                  |